# Gastrancistrus clavellatus
Gastrancistrus clavellatus är en stekelart som beskrevs av Graham 1969. Gastrancistrus clavellatus ingår i släktet Gastrancistrus och familjen puppglanssteklar. Inga underarter finns listade i Catalogue of Life.